# 大安 (辽朝)
大安（1085年—1094年）是辽道宗耶律洪基的第四個年号。辽朝使用该年号共10年。

## 改元
- 大康十年——十二月，明年改元大安。[2]
- 大安十年——十二月十八日，有詔明年改元壽昌。[3]

## 纪年對照表
| 大安 | 元年   | 二年   | 三年   | 四年   | 五年   | 六年   | 七年   | 八年   | 九年   | 十年   |
| ---- | ------ | ------ | ------ | ------ | ------ | ------ | ------ | ------ | ------ | ------ |
| 公元 | 1085年 | 1086年 | 1087年 | 1088年 | 1089年 | 1090年 | 1091年 | 1092年 | 1093年 | 1094年 |
| 干支 | 乙丑   | 丙寅   | 丁卯   | 戊辰   | 己巳   | 庚午   | 辛未   | 壬申   | 癸酉   | 甲戌   |

## 同期存在的其他政权年号
- 中國
  - 元豐（1078年－1085年）：宋—宋神宗趙曙之年號
  - 元祐（1086－1094年）：宋—宋哲宗趙煦之年號
  - 紹聖（1094年－1098年）：宋—宋哲宗趙煦之年號
  - 大安（1075年－1085年）：西夏—夏惠宗李秉常之年號
  - 天安禮定（1086年）：西夏—夏惠宗李秉常之年號
  - 天儀治平（1086年－1089年）：西夏—夏崇宗李乾順之年號
  - 天祐民安（1090年－1097年）：西夏—夏崇宗李乾順之年號
  - 建安（1083年－1091年）：大理—段正明之年號
  - 天祐（1091年－1094年）：大理—段正明之年號
- 越南
  - 廣祐（1085年－1092年）：李朝—李乾德之年號
  - 會豐（1092年－1100年）：李朝—李乾德之年號
- 日本
  - 應德（1084年－1087年）：白河天皇与堀河天皇之年号
  - 寬治（1087年－1095年）：堀河天皇之年号

## 参見
- 中國年號索引
- 其他政權使用的大安年號

## 深入閱讀
- 李崇智. . 北京: 中華書局. 2004年12月. ISBN 7101025129.
- 鄧洪波.  (pdf). 臺北: 國立臺灣大學東亞經典與文化研究計劃. 2005年3月  [2021-11-27]. ISBN 9789860005189. （原始内容存档于2007-08-25）.

| 前一年號： 大康 | 辽朝年号 | 下一年號： 寿昌 |